# Красиво жить не запретишь (фильм)
«Красиво жить не запретишь» — художественный фильм советского режиссёра Антона Васильева, вышедший на экраны в 1982 году.

## Сюжет
Действие разворачивается в небольшом провинциальном городе. Работники местной текстильной фабрики избирают председателем месткома художника-модельера Сергея Бодрова — творческую и независимую личность. Такой выбор рабочего коллектива оказывается не по нраву директору фабрики Людмиле Лыхиной, чьи установки по поводу модной женской одежды отличаются подчёркнутым консерватизмом. В конце концов Лыхина отвергает предложенный Бодровым новый модельный ряд для фабрики, после чего энергичный художник-модельер отправляется искать правду прямиком в московское министерство.

## В ролях
- Виктор Фокин — Сергей Васильевич Бодров
- Татьяна Ромашина — Марина
- Лидия Смирнова — Людмила Сергеевна Лыхина
- Лидия Федосеева-Шукшина — Виктория Васильевна Федяева
- Георгий Бурков — дядя Бодрова
- Ирина Маликова — Митина
- Ирина Скобцева — Анна Павловна
- Евгения Попкова — Люся
- Борис Новиков — сосед Сергея
- Юрий Саранцев — директор жестяной фабрики
- Елена Валаева — Зинаида Петровна, министр лёгкой промышленности РСФСР
- Вера Петрова — работница фабрики
- Манефа Соболевская — работница фабрики
- Алевтина Румянцева — начальница
- Маргарита Жарова — эпизод
- Клавдия Козлёнкова — мать модельера Бодрова

## Съёмочная группа
- Автор сценария: Валентин Черных
- Режиссёр: Антон Васильев
- Операторы: Сергей Онуфриев, Сергей Ткаченко
- Художник: Валерий Иванов
- Композитор: Александр Зацепин

Съёмки фильма проходили в Ельце.